# Carlos Julio Arosemena
 (décembre 2015).
Si vous disposez d'ouvrages ou d'articles de référence ou si vous connaissez des sites web de qualité traitant du thème abordé ici, merci de compléter l'article en donnant les références utiles à sa vérifiabilité et en les liant à la section « Notes et références ».
Carlos Julio Arosemena Tola (né le 12 avril 1888 à Guayaquil, mort le 20 février 1952  dans la même ville) est un homme d'État équatorien et ancien président de l'Équateur.

## Biographie
Carlos Julio Arosemena Tola épouse doña Laura Monroy, avec qui il a eu un fils, Carlos Julio Arosemena Monroy.
Il a été le fondateur du Banco de Descuento à Guayaquil en 1920, dont il fut le gérant jusqu'au 20 février 1952. Il a été Directeur principal de la Junta de Beneficencia de Guayaquil, President de LEA, et Directeur Executif du Comité de vialidad du Guayas.

## Présidence
Il reçoit le pouvoir durant une crise politique, après que José María Velasco Ibarra ait été renversé par Carlos Mancheno, qui n'exerça le pouvoir que peu de temps en raison de pressions du Haut Commandement Militaire. Ce dernier a rétabli l'ordre constitutionnel en transmettant le pouvoir à Mariano Suárez, vice président de José María Velasco Ibarra. Celui-ci  organisa immédiatement un Congrès Extraordinaire, à la suite duquel Carlos Julio Arosemena Tola fut élu vice président constitutionnel de la République, charge qu'il n'exerça que quelques jours. À la suite de la démission de Mariano Suárez Veintimilla , il devient en effet Président de la République, selon la Constitution de l'époque.